# Helmut-Schmidt-Journalistenpreis
Der Helmut-Schmidt-Journalistenpreis ist ein seit 1996 jährlich im Herbst vergebener Preis der ING-DiBa für besondere Leistungen auf dem Gebiet der kritischen, verbraucherorientierten Berichterstattung über Wirtschafts- und Finanzthemen. Namensgeber ist Altbundeskanzler Helmut Schmidt, der zu Lebzeiten auch Schirmherr des Preises war.
Zu einem Eklat kam es 2018, als die Laureatin Laura Meschede während der Verleihungszeremonie in ihrer Rede den Preis ablehnte und scharf kritisierte.

## Geschichte
In den ersten vier Jahren wurde jeweils ein Preisträger ausgezeichnet. In den Jahren 2000 und 2001 wurde nach den Mediengattungen TV, Print, Online und teilweise Rundfunk differenziert und für jede Gattung ein Preisträger ausgezeichnet. Seit 2002 wird gattungsübergreifend ein 1., 2. und 3. Preis verliehen.
Derzeit ist der Helmut-Schmidt-Journalistenpreis mit insgesamt 35.000 Euro dotiert, von denen 15.000 auf den ersten, 10.000 auf den zweiten und 5.000 Euro auf den dritten Platz entfallen. Seit 2017 wird ein mit 5000 Euro dotierter Nachwuchspreis vergeben. 2020 wurde der Preis zum 25. Mal vergeben, die Verkündung der Ausgezeichneten erfolgte wegen der COVID-19-Pandemie erstmals in einem Film, der am 19. November 2020 auf YouTube ausgestrahlt wurde.

## Jury
Zu den Jury-Mitgliedern zählen mit Stand von Mai 2020:
- Heinz-Roger Dohms (finanz-szene.de)
- Hans Leyendecker (Sueddeutsche Zeitung)
- Max-Valentin Löbing (ING)
- Ulric Papendick (Kölner Journalistenschule, geschäftsführender Direktor)
- Claudia Pörings (ZDF, Leiterin der „Börsen- und Finanzredaktion“)
- Claudia Schick (Hessischer Rundfunk)
- Hermann-Josef Tenhagen (Finanztip)
- Uwe Vorkötter (Horizont, vormals Chefredakteur von Berliner Zeitung und Frankfurter Rundschau)
- Frank-Bernhard Werner (Euro am Sonntag)

### Ehemalige Mitglieder
- Clarissa Ahlers (NDR Fernsehen)
- Arno Balzer (Manager Magazin)
- Claudia Mast (Lehrstuhl für Kommunikationswissenschaft und Journalistik der Universität Hohenheim)
- Berthold Morschhäuser (Bank und Markt)
- Ulrich Ott (Pressesprecher ING-DiBa)
- Hubertus Primus (test)
- Ulrich Wickert (Journalist)

## Kritik
Die Nachwuchs-Preisträgerin des Jahres 2018, Laura Meschede, lehnte den Preis ab und begründete dies damit, dass der Preis eine „PR-Maschine“ sei. Der Helmut-Schmidt-Journalistenpreis werde von der privatwirtschaftlichen Direktbank ING gesponsert. Bei den Verleihungen des Preises seien zudem regelmäßig hochrangige Politiker anwesend.

## Preisträger
- 1996: Bernd Wittkowski für einen Artikel über die Vor- und Nachteile der GeldKarte in der Frankfurter Rundschau
- 1997: Egon Wachtendorf für zwei Artikel über die private Altersvorsorge im Magazin DM
- 1998: Ranga Yogeshwar für die Quarks-&-Co-Folge Die Börse – einfach erklärt
- 1999: Stefan Loipfinger für Artikel über Renditeerwartungen geschlossener Fonds
- 2000
  - TV: Elke Brandstätter für einen WDR-Beitrag über Auslandsüberweisungen
  - Print: Dietmar Palan für einen Artikel im Manager Magazin über die Bewertung des Neuen Marktes
  - Online: Frauenfinanzseite.de
- 2001
  - TV: Olaf Kumpfert für einen WISO-Beitrag über die Bankenpraxis bei Überweisungsaufträgen
  - Print: Stephanie Heise für einen Artikel in der Wirtschaftswoche über Eigeninteressen bei Analystenempfehlungen
  - Radio: Bettina Weitz für einen BR-Beitrag über ökologische Geldanlagen.
  - Online: Anlegerschutzarchiv.de
- 2002
  - 1. Preis: Renate Daum für Börse-Online-Artikel über den Skandal bei Comroad
  - 2. Preis: Wolfgang Reuter für Die Schlacht der Spekulanten[6] in Der Spiegel
  - 3. Preis: Ursel Sieber und Mathew D. Rose für einen Kontraste-Beitrag über die Bankgesellschaft Berlin
- 2003
  - 1. Preis: Hauke Reimer für einen Wirtschaftswoche-Artikel über den Hedgefonds-Manager Florian Homm
  - 2. Preis: Christian Buchholz für den Manager-Magazin-Artikel Einmaliger Fall in Deutschland[7]
  - 3. Preis: Roland Stimpel für den DMEuro-Artikel Betonblase
- 2004
  - 1. Preis: Frank Donovitz, Joachim Reuter und Karin Spitra für die crossmediale Stern-Serie Das 1x1 des Geldes
  - 2. Preis: Thomas Öchsner für den Süddeutsche-Zeitung-Artikel Ein Bund fürs Leben
  - 3. Preis: Ulrich Wolf für den Sächsische-Zeitung-Artikel Das große Rendite-Dilemma
- 2005
  - 1. Preis: Klaus Martens für die WDR-Dokumentation Bankgeheimnisse
  - 2. Preis: Stefan Schmid für den Deutschlandradio-Beitrag Billig abgespeist. Über die Ohnmacht der Aktionäre
- 2006
  - 1. Preis: Hubert Seipel für eine WDR-Dokumentation über Investoren beim Unternehmen Grohe
  - 2. Preis: Nadine Oberhuber für einen Die-Zeit-Artikel über Rentenversicherungen[8]
  - 3. Preis: Thomas Leif für die SWR-Dokumentation Gelesen, gelacht, gelocht. Vom Irrsinn der Beraterrepublik
- 2007
  - 1. Preis: Gabor Steingart für seine Der-Spiegel-Titelgeschichte Weltkrieg um Wohlstand[9]
  - 2. Preis (geteilt): Reto U. Schneider für einen Artikel über Verkaufspsychologie in NZZ Folio[10]
  - 2. Preis (geteilt): Robert von Heusinger für einen offenen Brief „an den lieben Staat“ in Die Zeit über die Schwierigkeiten bei der Altersvorsorge
- 2008
  - 1. Preis: Nikola Sellmair für zwei Stern-Reportagen über den globalisierten Lebensmittelmarkt[11][12]
  - 2. Preis: Michaela Schießl, Steffen Winter und Beat Balzli für einen Spiegel-Artikel über die Liquiditätskrise bei der Sachsen LB[13]
  - 3. Preis (geteilt): Wolfgang Hirn und Henrik Müller für einen manager-Magazin-Artikel über das Verhältnis von „Superkapitalismus“ und Demokratie[14]
  - 3. Preis (geteilt): Britta Buchholz und Michael Scheuch für das ZDF-Feature Die Macht der Manager
- 2009
  - 1. Preis: Alexander Neubacher für einen Der-Spiegel-Artikel über die Gesundheitsreform der Großen Koalition[15]
  - 2. Preis: Kersten Sebastian Schüßler für einen arte-Beitrag über die Ursachen der aktuellen Finanzkrise[16]
  - 3. Preis: Marc Brost und Wolfgang Uchatius für einen Die-Zeit-Artikel über den „Kinderbonus“[17]
- 2010
  - 1. Preis: Hans Leyendecker, Klaus Ott und Nicolas Richter für einen Süddeutsche-Zeitung-Artikel über die Übernahme der Hypo Group Alpe Adria durch die BayernLB
  - 2. Preis: Joachim Vollenschier für die WDR/NDR/arte-Koproduktion Hühner für Afrika – vom Unsinn des globalen Handelns
  - 3. Preis: Susanne Meunier und Beate-Kathrin Bextermöller für einen Finanztest-Artikel über Berufsunfähigkeitsversicherungen.[18]
- 2011
  - 1. Preis: Thomas Katzensteiner und Ulric Papendick für einen manager-Magazin-Artikel über Schattenbanken
  - 2. Preis: Marcus Rohwetter für einen Die-Zeit-Artikel über hohe Mobilfunkgebühren im Ausland (Datenroaming)[19]
  - 3. Preis: Thomas Tuma und Martin U. Müller für den Spiegel-Artikel Weltreligion Shoppen[20]
  - 3. Preis: Katharina Adami und Jutta Himmel-Fricke für ihren BR-Sendebeitrag Riesterwahnsinn
- 2012
  - 1. Preis: Klaus Stern für die Dokumentation Versicherungsvertreter – Die erstaunliche Karriere des Mehmet Göker
  - 2. Preis: Silke Gronwald und Rolf-Herbert Peters für einen Stern-Beitrag über den zunehmenden Rabattboom
  - 3. Preis: Christian Esser und Lutz Ackermann für eine ZDF-Dokumentation über den Karstadt-Käufer Nicolas Berggruen
- 2013
  - 1. Preis: Bastian Brinkmann, Christoph Giesen, Frederik Obermaier und Bastian Obermayer für die SZ-Serie Offshore-Leaks[21]
  - 2. Preis: Diana Löbl und Peter Onneken für die ARD-Doku Ausgeliefert! Leiharbeiter bei amazon
  - 3. Preis: Fabian Gartmann für einen Handelsblatt-Artikel über „Berufskläger“ auf Hauptversammlungen
  - 3. Preis: Annina Reimann für den Wirtschaftswoche-Artikel Willst Du ein Konto[22]
- 2014
  - 1. Preis: Bastian Obermayer und Uwe Ritzer für einen Süddeutsche-Zeitung-Artikel über die Abstimmungsmanipulationen beim ADAC.[23]
  - 2. Preis: Marc Bauder für seinen Dokumentarfilm Master of the Universe
  - 3. Preis: Stefan Aust und Thomas Ammann für die NDR/arte-Koproduktion Der geplünderte Staat über Public-Private-Partnership-Finanzierungen[24]
- 2015
  - 1. Preis: Jonas Rest und Eva Roth für die in der Berliner Zeitung erschienene Serie Ausgelagert im Netz über die Entstehung eines „digitalen Proletariats“ im Internet[25]
  - 2. Preis: Katharina Henrich und Martin Schulz für ihren Beitrag Rentner unerwünscht in der Zeitschrift Finanztest über die Schwierigkeiten, den Anbieter eines Riester-Vertrags zu wechseln[26]
  - 3. Preis: Carolyn Braun, Marcus Pfeil, Felix Rohrbeck und Christian Salewski für die in der Wochenzeitung Die Zeit erschienene Reportage Auf der Jagd nach dem Schrott über die Entsorgung von deutschem Elektroschrott in Afrika[27]
- 2016
  - 1. Preis: Frederik Obermaier, Bastian Obermayer und Vanessa Wormer für die Publikation über die Panama Papers im Frühjahr 2016 in der Süddeutschen Zeitung.
  - 2. Preis: Kayhan Özgenc und Jan C. Wehmeyer für die Recherchen im VW-Abgasskandal Dieselgate für die Bild am Sonntag.
  - 3. Preis: Miriam Oprensik für das Hamburger Abendblatt mit der Serie Tausche Bankjob gegen eigenen Laden: Tagebuch einer Existenzgründung.[28]
- 2017
  - 1. Preis: Till Krause und Hannes Grassegger für ihre im SZ-Magazin erschienene Reportage #insidefacebook
  - 2. Preis: Lutz Ackermann, Benedikt Becker, Manuel Daubenberger, Philip Faigle, Karsten Polke-Majewski, Felix Rohrbeck, Christian Salewski und Oliver Schröm für ihren crossmedial in Panorama und Die Zeit publizierten Beitrag „Milliarden aus der Staatskasse: Die Steuerräuber“
  - 3. Preis: Karsten Krogmann für seinen Beitrag „Abgehoben – die Geschichte der EWEKrise“ in der Nordwest-Zeitung sowie Svea Eckert, Jasmin Klofta und Jan Lukas Strozyk für ihre NDR-Produktion „Nackt im Netz: Millionen Nutzer ausgespäht“[29]
  - Nachwuchspreis: Caroline Wiemann und Vanessa Vu für Abschottung 4.0[30]

- 2018
  - 1. Preis: Dr. Tilman Achtnich und Hanspeter Michel, SWR für die Fernsehdokumentation Spiel ohne Grenzen[31]
  - 2. Preis: Investigativteam von Süddeutscher Zeitung, NDR und WDR für verschiedene Berichte über die Paradise Papers
  - 3. Preis: Christian Deker und Henning Wirtz, NDR, für CFD Trading: Wer sind die YouTube-Typen, die dich reich machen wollen?[32]
  - 3. Preis: Kerstin Mommsen, Südkurier, für die Serie Leben ohne Plastik[33]
  - Nachwuchspreis: Svenja Beller für ihren Artikel Leben am Rand[34]. Die ursprüngliche Preisträgerin Laura Meschede schlug in einer Rede während der Verleihungszeremonie die Ehrung aus ethischen Gründen aus.[1][2]

- 2019
  - 1. Preis: Marta Orosz, Christian Salewski und Oliver Schröm, Correctiv für die Story Grand Theft Europe[35]
  - 2. Preis: Katharina Adami, Uli Köppen, Oliver Schnuck, Robert Schöffel, Josef Streule und Maximilian Zierer, BR sowie Christina Elmer, Alexander Kruse, Marcel Pauly, Philipp Seibt und Patrick Stotz, Der Spiegel für die Recherche und „Blackbox Schufa“-Berichterstattung.[36]
  - 3. Preis: Johannes Edelhoff, Götz Hamann, Karsten Polke-Majewski, Felix Rohrbeck und Christian Salewski, Die Zeit, Zeit Online & Panorama (NDR), für die Exklusivrecherche zur deutschen LKW-Maut[37]
  - Nachwuchspreis:
    - 1. Preis: Johanne Bischoff, Sabine Cygan, Jana Münkel und Wiebke Schindler, Exakt/Fakt (MDR) für Verdeckt unter Datenhändlern[38]
    - 2. Preis: Anne Kliem, Stiftung Warentest für Einmal sauber und legal, bitte[39]
    - 3. Preis: Nikolas Golsch, Radio Bremen für Unser Boden – Lebensgrundlage als Spekulationsobjekt?[40]

- 2020
  - 1. Preis: Inge Kloepfer und Jobst Knigge, Arte/MDR für die TV-Doku D-Mark, Einheit, Vaterland – Das schwierige Erbe der Treuhand[41]
  - 2. Preis: Kristina Gnirke und Isabell Hülsen, SPIEGEL für Der Feind an meinem Bett[42]
  - 3. Preis: Khuê Pham und Vanessa Vu, Die Zeit für die Reportage Bete für mich[43]
  - Nachwuchspreis:
    - 1. Preis: Armin Ghassim, NDR Abzocke Datenrettung: Welches Unternehmen zockt mich ab?
    - 2. Preis: Hannah Knuth, Die Zeit für Ein Land hält die Luft an
    - 3. Preis: Elena Matera, Weser-Kurier für Mission Nachhaltigkeit

- 2021
  - 1. Preis: Tin Fischer und Hannah Knuth, Die Zeit für den Artikel Der Märchenwald – Wie die Organisation Plant for the Planet mit zweifelhaften Versprechen und fragwürdigen Zahlen bei Unternehmen und Privatspendern um Geld für den Klimaschutz wirbt.[44]
  - 2. Preis: Barbara Klingbacher, NZZ für Wie ein Saueli zum Rollschinkli wird[45]
  - 3. Preis: Maja Helmer, ZDF für die Reportage Gestohlene Identität – Auf der Spur der Online-Betrüger[46]
  - Nachwuchspreis:
    - 1. Preis: Dennis Weinert und Patrick Weinert, Y-Kollektiv Verbot von Kinderarbeit hilft nicht
    - 2. Preis: Katharina Meyer zu Eppendorf, Die Zeit für Das Private wird politisch
    - 3. Preis: Rebecca Kelber für Geld ist dir egal? Das ist (wahrscheinlich) eine Lüge
- 2022
  - 1. Preis: Sophia Bogner und Paul Hertzberg brand eins, für die Serie Unternehmertum in Afrika[47]
  - 2. Preis: Maria-Theres Schuler, DasLamm für Fairphone und die Rohstoffwelt – Was hinter der Erfolgsstory steckt[48]
  - 3. Preis: Maria Christoph und Nora Voit, Die Zeit für Gruß aus der Küche[49]
- 2023
  - 1. Preis: Thorsten Link für die SWR Fernsehdoku Die Gebrauchtwagenfalle – das miese Geschäft mit schrottreifen Autos[50]
  - 2. Preis: Valerie Schönian für die Die-Zeit-Reportage Die Krisenmanagerin über die Arbeitsbelastung alleinerziehender Mütter
  - 3. Preis: Simon Haas und Florian Seliger für das Neue Zürcher Zeitung Datenprojekt  Was im Supermarkt teurer oder billiger wird.[51]
- 2024
  - 1. Preis: Das Stern-Investigativ-Team um Christian Esser, Manka Heise und Tina Kaiser für den Beitrag über die Tesla Gigafactory Berlin-Brandenburg Inside Tesla.[52]
  - 2. Preis: Andreas Babst für den Neue-Zürcher-Zeitung-Artikel Sunita und ich über seine nepalesische Haushälterin in Delhi.[53]
  - 3. Preis: Kristina Gnirke und Simon Book für die Der-Spiegel-Reportage Sorry – Psychogramm eines Hochstaplers über Rene Benko.